# スキップ (小説)
『スキップ』は、北村薫の小説、またそれを原作としたテレビドラマ・舞台劇である。1995年8月に新潮社より書き下ろしで出版、後に文庫化された。
第114回直木賞候補。“時と人”三部作の1作目。

## あらすじ
主人公の一ノ瀬真理子は高校2年の17歳。
雨で運動会が途中で中止になってしまった。翌日にある文化祭では毎年男子校の生徒がやってきてフォークダンスを踊る事になっており、真理子は去年踊る事が出来なかったので今年は踊りたいと思っていた。だが、雨が止んだとしても地面が駄目になってしまっているだろう。「また来年がある」と、諦めるしかなかった。家に帰り、レコードを聴きながらうたた寝をする。
そして目を覚ますと、見知らぬ部屋に居た。服も全く違うモノになっていた。玄関の方から音が聞こえてきたので恐る恐る向かうと、自分と同じぐらいの少女・美也子が家に入ってきた。状況が呑み込めない真理子は美也子と話していく内に、自分がつい先程まで居た時から25年も経っている事、美也子が自分の実子である事、そして夫・桜木が居る事を知る事になる。実家はもう既になくなっており、その上両親も亡くなっていたのだ。時代の変化に翻弄されつつも、このままだと亡くなった両親に顔向けが出来ないと自分をロビンソン・クルーソーに例え、役回りは出来る限り果たそうと決意する。
そんな最中、家にある電話がかかってくる。相手は桜木真理子が受け持つクラスの生徒で、暴走族に入ってパンチパーマをかけてしまったと言うのだ。突然の事に戸惑った真理子は美也子の力を借り、生徒の連絡先を調べるべく自分の職場である学校に行く。そこで他の先生から新高3の国語の実力テストの話を聞き、この時代で生きていくためにも“桜木真理子”となって、その実力テストを作ることを決意する。

## 登場人物
役者名は舞台版
一ノ瀬真理子
演 - 岡内美喜子（初演）／深川麻衣（再演）
女子校に通う、17歳の高校2年生。内面においての主人公。実家は眼科をしている。母親曰く、意地っ張りな性格。モットーは「嫌だからやろう」で、突然25年後に飛んでしまった事に戸惑いつつも桜木や美也子の力を借りて“桜木真理子”になる。
桜木真理子
演 - 坂口理恵（初演）／霧矢大夢（再演）
高校の国語教師。身体は42歳で、外面においての主人公。桜木の妻であり、美也子の母。演劇部の顧問。学校では美也子に干渉しない様にしている。
桜木美也子
演 - 実川貴美子（初演）／木村玲衣（再演）
桜木真理子の娘で、真理子が教鞭をとっている学校に通う17歳の高校2年生。合唱部。突然母親の身体に飛んできた真理子に戸惑いつつも協力する。真理子の前では母親の事を“あのお方”と呼んでいる。
桜木
演 - 岡田達也（初演、再演）
桜木真理子の夫で、同じく国語教師。桜木真理子とは別の学校で教鞭をとっている。バスケ部副顧問。真理子に先生として過ごせる様、アドバイスをする。
池内真由美
演 - 大木初枝（初演）／大滝真実（再演）
真理子の幼馴染で親友。愛称は「池ちゃん」。演劇部。
新田誠一
演 - 細見大輔（初演）／碓井将大（再演）
真理子の受け持つクラスの生徒。実力テストで名前が上位に掲載される優等生。
栗岡
演 - 畑中智行（初演）／関根翔太（再演）
真理子が授業を受け持つ生徒。真理子に反抗的な態度を取る。

## テレビドラマ
1996年にNHK衛星第2テレビジョンの「BS日曜ドラマ」でテレビドラマ化され、10月6日から11月3日まで毎週日曜日21時から21時44分の4回シリーズで放送された。
主演は松坂慶子。その他の出演者は、長塚京三、酒井美紀、金子賢、高橋一生、松本美香、芦田昌太郎。演出は星田良子。

## 舞台

### 初演
2004年に演劇集団キャラメルボックスによって舞台化、新神戸オリエンタル劇場、サンシャイン劇場で上演された。脚本・演出は成井豊。一部ダブルキャスト。劇団員である西川浩幸は埼玉県立春日部高等学校在学時代、当時国語教師だった北村薫より学んだことがある。

#### キャスト（初演）
- 真理子(17歳) - 岡内美喜子
- 真理子(42歳) - 坂口理恵
- 桜木 - 岡田達也
- 美也子 - 実川貴美子
- 父/尾白先生/岩村 - 西川浩幸
- 母/有馬先生/井関/池内(42歳) - 岡田さつき
- 新田/まだら髪 - 細見大輔
- 新田の母/島原 - 前田綾
- 池内(17歳)/里見 - 大木初枝
- 栗岡/村岡 - 畑中智行
- 大滝/山尾 - 三浦剛
- 田辺/柳井 - 温井摩耶
- 葛西/安倍先生 - 藤岡宏美/青山千洋
- 香川/一年生 - 左東広之/筒井俊作
- 多賀井/魚 - 松坂嘉昭/多田直人

### 再演
2017年にNAPPOS PRODUCEの公演として、サンシャイン劇場で再演。脚本・演出は初演に続き成井が担当。初演に出演した岡田達也が、桜木役として再演にも出演。

#### キャスト（再演）
- 真理子(42歳) - 霧矢大夢[3]
- 真理子(17歳) - 深川麻衣[5]
- 桜木 - 岡田達也[4]
- 美也子 - 木村玲衣[5]
- 父/尾白先生/岩村 - 粟根まこと[4]
- 新田/まだら髪 - 碓井将大[5]
- 母/有馬先生/井関/池内(42歳) - 深谷由梨香
- 大滝/山尾 - 長濱慎
- 葛西/安倍先生 - 熊川ふみ
- 新田の母/島原 - 原田樹里
- 村岡/栗岡/白岡 - 関根翔太
- 池内(17歳)/里見 - 大滝真実
- 田辺/柳井 - 石森美咲
- 香川/杉戸 - 山﨑雄也
- 宮代/多賀井/魚 - 元木諒

### 文化祭序曲
作中で真理子が作詞、尾崎先生が作曲した文化祭のために作られた歌。舞台化をした際に劇中歌・エンディング曲として、『扉を開こう』と言う題名で歌が実際に作られた。初演ではキャスト全員が歌っているが、エンディングでは竹中三佳が歌っている。作曲は同じく竹中三佳。アレンジを清水一雄がしている。